# Municipio de Ogden (Míchigan)
El municipio de Ogden (en inglés: Ogden Township) es un municipio ubicado en el condado de Lenawee en el estado estadounidense de Míchigan. En el año 2010 tenía una población de 973 habitantes y una densidad poblacional de 8,92 personas por km².

## Geografía
El municipio de Ogden se encuentra ubicado en las coordenadas 41°46′6″N 83°56′30″O / 41.76833, -83.94167. Según la Oficina del Censo de los Estados Unidos, el municipio tiene una superficie total de 109.05 km², de la cual 109,05 km² corresponden a tierra firme y (0 %) 0 km² es agua.

## Demografía
Según el censo de 2010, había 973 personas residiendo en el municipio de Ogden. La densidad de población era de 8,92 hab./km². De los 973 habitantes, el municipio de Ogden estaba compuesto por el 97,23 % blancos, el 0,21 % eran afroamericanos, el 0,21 % eran amerindios, el 0,21 % eran asiáticos, el 0,51 % eran de otras razas y el 1,64 % eran de una mezcla de razas. Del total de la población el 3,8 % eran hispanos o latinos de cualquier raza.